# Дрейлинг
Дрейлинг — прибалтийский дворянский род.

## Происхождение и история рода
Павел Дрейлинг, тирольский дворянин, переселился в конце XV века в Ригу, где занимался торговлей. Его внук, рижский ратмана Мельхиор Дрейлинг (ок. 1558—1608) приобрёл земельные владения в возле Риги; это загородное имение дало название району Риги Дрейлини.
Каспар Дрейлинг (1572—1632) получил степень доктора права в Лейденском университете и во время польско-шведской войны был полномочным посланником Фридриха Кеттлера; в 1620 году он был внесён в матрикул курляндского дворянства. После присоединения территории Остзейских губерний к России род был внесён в VI и III части Дворянской родословной книги Орловской, Санкт-Петербургской и Херсонской губерний.
- Дрейлинг, Иван Романович (1793—1876) — тайный советник.

## Описание герба
В серебряном поле красное пониженное стропило, между трех красных, с зелеными листьями, цветков чертополоха.
Щит увенчан повернутым некоронованным дворянским шлемом. Нашлемник — возникающий красный лев. держащий в лапах красную пятилепестковую розу. Намет красный с серебром.